# Kowari
Kowari (Dasyuroides) – rodzaj ssaków z podrodziny niełazów (Dasyurinae) w obrębie rodziny niełazowatych (Dasyuridae). 

## Zasięg występowania
Rodzaj obejmuje jeden żyjący współcześnie gatunek występujący w środkowej Australii.

## Morfologia
Długość ciała 13,5–18 cm, długość ogona 11–16 cm; masa ciała 70–175 g.

## Systematyka

### Etymologia
Dasyuroides: rodzaj Dasyurus É. Geoffroy Saint-Hilaire, 1796 (niełaz); -οιδης -oidēs „przypominający”.

### Podział systematyczny
Do rodzaju należy jeden występujący współcześnie gatunek:
- Dasyuroides byrnei W.B. Spencer, 1896 – kowari pustynny

Opisano również gatunek wymarły z pliocenu Australii:
- Dasyuroides achilpatna Archer, 1982